# Good ol' boy
Good ol' boy (también good old boy) es un término de argot estadounidense, aplicado generalmente a los hombres blancos, que puede tener significados positivos y negativos, dependiendo del contexto y uso.
La misma frase con connotaciones positivas es utilizada en parte de Inglaterra.

## En los EE.UU.

### Aspectos positivos
El término se puede utilizar para hombres bien socializados que viven en zonas rurales y en general del sur de Estados Unidos. Si un hombre es humilde y bien pensado, puede ser referido como un  good old boy (buen muchacho), independientemente de su edad.
También se aplica comúnmente a los hombres de una familia con la riqueza o el prestigio de varias generaciones, o para los hombres que se comportan como un caballero del sur.

### Aspectos negativos
Peyorativamente, esta frase puede sugerir un hombre con un sesgo anti-intelectual o algún otro punto de vista intolerantes.
La frase también puede referirse negativamente a una persona que se involucra en el amiguismo entre los hombres que se han conocido durante un largo periodo de tiempo. En conjunto, a estas personas se les conoce por el término de argot,  good ol' boy network, también conocidos como  good ol' boys club (el club de los viejos amigos), sin embargo, hay que tener en cuenta que en algunos países de la Commonwealth, incluyendo el Reino Unido, un antiguo club de hombres o club tiene un significado muy diferente que implica alumni).

## En Inglaterra
El plazo es también utilizado en Peterborough, Inglaterra y el área circundante de Fens, donde se refiere a una persona amable.